# Beugelen
Beugelen (staro-holenderski beughel – strzemię, bal – piłka, kula) – holenderska odmiana gry w kręgle, która jest przeprowadzana w hali lub na lodzie. Pochodzi ona z ok. XV wieku.
Gra polega na tym, aby przebić kulę przez ustawiony pionowo pierścień, który jest wkopany w ziemię lub wmrożony w lód. Ponieważ jego dolna krawędź jest pod powierzchnią ziemi lub lodu, przypomina on strzemię, od czego pochodzi nazwa gry. Kula przebijana jest uderzakiem o kształcie zbliżonym do małego wiosła.
W 1970 r. organizacja Nederlandschen Beughelbalbond w Roermond miała ok. 250 członków. Obecnie gra ma zasięg lokalny.